# Red Rock West
Red Rock West – amerykański film fabularny z 1992 w reżyserii Johna Dahla, który wraz z bratem Rickiem, napisał do niego scenariusz. Obraz został zrealizowany w konwencji kryminału neo-noir.

## Opis fabuły
Michael Williams przyjeżdża do miasteczka Red Rock w Wyoming w poszukiwaniu pracy. Właściciel baru, Wayne Brown, omyłkowo bierze go za płatnego zabójcę, którego wynajął do zabicia żony, Suzanne. Michael pobiera zaliczkę za dokonanie zabójstwa, jednakże zlecenia nie wykonuje i ostrzega kobietę. Usiłuje opuścić Red Rock, ale na drodze potrąca człowieka. Wraca więc z nim do szpitala w miasteczku. Jednocześnie do Wayne'a zgłasza się Lyle, który jest prawdziwym zabójcą.

## Obsada
- Nicolas Cage – Michael Williams
- Dennis Hopper – Lyle
- Lara Flynn Boyle – Suzanne Brown/Ann McCord
- J.T. Walsh – Wayne Brown/Kevin McCord
- Dwight Yoakam – kierowca ciężarówki
- Timothy Carhart – zastępca szeryfa, Matt Greytack
- Robert Apel – Howard